# لوسي غراهام
لوسي غراهام (بالإنجليزية: Lucy Graham)‏ (10 أكتوبر 1996 باسكتلندا في المملكة المتحدة - ) هي مدربة كرة قدم ولاعبة كرة قدم بريطانية في مركز الوسط.

## وصلات خارجية
- لوسي غراهام على موقع الاتحاد الإسكتلندي (الإنجليزية)
- لوسي غراهام على موقع قاعدة بيانات كرة القدم.إي يو (الإنجليزية)
- لوسي غراهام على موقع Soccerway.com (الإنجليزية)